# Charlie (Street Fighter)
Charlie Nash (Japans: ナッシュ) is een speelbaar personage uit Capcoms-reeks gevechtsspellen van Street Fighter. Zijn naam werd voor het eerst genoemd in Street Fighter II, waarin hij de overleden oorlogsvriend van Guile is, een van de selecteerbare personages. Guiles motief voor het deelnemen aan het Street Fighter II-toernooi was de dood van Charlie te wreken, die om het leven werd gebracht door de gastheer van het toernooi M. Bison, voorafgaand aan de gebeurtenissen van het spel. Charlie zou later tot een speelbaar personage gemaakt worden in Street Fighter Alpha: Warriors' Dreams.

## Voorkomen
Charlie draagt een groene cargobroek en een lichtgeel, kogelvrij vest. Hij heeft een bril, die hij af doet voordat hij aan een gevecht begint. Zijn kapsel bestaat uit een grote kuif van blond haar. Deze uitdossing (zonder de voorlok) is ook Guiles alternatieve kostuum in Street Fighter IV.

## Achtergrond
Charlie is een Amerikaan en was lid van een geheim militair eliteteam. Hij vloog voor een missie naar Thailand samen met Guile. Hun missie mislukte. Ze werden beiden gevangengenomen. Na hun ontsnapping raakte Charlie ervan overtuigd dat de vijand informatie had binnen gekregen van iemand binnen het Amerikaanse leger en was vastbesloten om tot op de bodem uit te zoeken wie achter het incident in Thailand zat. Hij ontmoette Rolento, die wilde weten wat Charlies bedoelingen waren. Toen Charlie over Shadaloo sprak, besloot Rolento om hem te stoppen. Charlie volgde Bison naar Brazilië en confronteerde hem in de buurt van een waterval. Na het gevecht ondervroeg Charlie Bison. Voordat hij een antwoord kon krijgen, werd hij in zijn rug geschoten door een helikopter en viel hij van een waterval. Bison zag Charlie niet als een bedreiging en nam niet de moeite om te bevestigen of hij stierf.
In Street Fighter Alpha 3, heeft Charlie een eindmodus waarin duidelijk wordt dat het hem lukte de strijd te overleven en Shadaloos geheime basis te vernietigen. In de consoleversie van Alpha 3 is Guile toegevoegd aan de speelbare personages. In de verhaallijn van Guile kreeg hij de opdracht van zijn superieuren om Charlie te volgen, die gedeserteerd zou zijn. In werkelijkheid was Charlie undercover om Shadaloo en de verbinding met het leger te onderzoeken, terwijl Guile werd gestuurd om daar zonder het zelf te weten een einde aan te maken. Nadat Guile zich dat realiseerde, werkte hij samen met Charlie om Bisons Psycho Drive te vernietigen, terwijl Bison werd geregenereerd nadat zijn lichaam werd vernietigd door Ryu. Guile ontsnapte, terwijl Charlie achterbleef om Bison tegen te houden en zijn eigen leven op te offeren om M. Bison permanent te vernietigen. Dat mislukte en Charlie stierf voor niets.

## Aanvallen
Charlies speciale kracht is net als die van Guile de Sonic Boom. Charlie is degene die de Sonic Boom aan Guile leerde. Om de techniek uit te voeren heeft Guile zijn beide armen nodig, terwijl Charlie het sneller kan uitvoeren en met één arm. Ook heeft Charlie de mogelijkheid om net als Guile een Flash Kick uit te voeren, met als verschil dat Charlie de Flash Kick achterwaarts uitvoert terwijl Guile dit voorwaarts doet. In Street Fighter IV doet Guile ook de achterwaartse Flash Kick als onderdeel van zijn Ultra Combo.

## Citaten
- "Until every sin and atrocity is punished by justice, my duty will not be complete!"
- "Are you man enough to fight with me?"

## Trivia
- Met vergelijkbare gevechtsmogelijkheden als Guile, wordt Charlie gezien als kloon van dat personage, maar met enkele verschillen (zoals verschillende Super Combos en anders uitgevoerde aanvallen). Volgens het verhaal is Charlie chronologisch degene die Guile zijn bewegingen leerde.
- In de speelfilm Street Fighter is Charlie samengevoegd met het tot beest verworden personage Blanka en draagt hij de naam Carlos Blanka.
- In Street Fighter: The Legend of Chun-Li wordt Charlie - wel in menselijke vorm - gespeeld door Chris Klein.

Abel · 
Adon · 
Akuma · 
Alex · 
Balrog · 
Birdie · 
Blanka · 
Cammy · 
Charlie · 
Chun-Li · 
Cody · 
Crimson Viper · 
Dan · 
Dee Jay · 
Dhalsim · 
De Dolls · 
Dudley · 
Eagle · 
E. Honda · 
Elena · 
El Fuerte · 
Fei Long · 
Gen · 
Gill · 
Gouken · 
Guile · 
Guy · 
Hakan · 
Hugo · 
Ibuki · 
Ingrid · 
Juri · 
Karin · 
Ken · 
M. Bison · 
Makoto · 
Necro · 
Oni · 
Oro · 
Poison · 
R. Mika · 
Remy · 
Rolento · 
Rose · 
Rufus · 
Ryu · 
Sagat · 
Sakura · 
Sean · 
Seth · 
T. Hawk · 
Twelve · 
Urien · 
Vega · 
Yang · 
Yun · 
Zangief